# Économie de la Corse
 (décembre 2015).
L'économie de la Corse a été longtemps dominée par l'agriculture et l'élevage mais maintenant, elle se compose surtout de commerces et d'industrie touristique (hôtels, loisirs). Après la crise des années 1990, la Corse se porte clairement mieux et est en progression sur tous les plans mais sa situation reste néanmoins fragile. En 2003, son PIB par habitant était toujours inférieur de 11,5 % à la moyenne des régions françaises. La Corse a une économie très typée : peu d'industrie, une agriculture faible et un poids important du tourisme, de l'administration et de la construction.

## Le tourisme

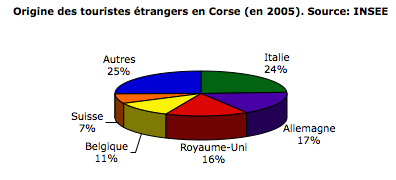
Les touristes étrangers en Corse (2005)

- Le tourisme, une des premières activités de l'île, a été multiplié par quatre en vingt ans. La population double au mois d'août et 60 % des touristes viennent visiter l'île en période estivale.

Les touristes visitant la Corse sont en grande majorité français. En 2007, 2,062 millions de touristes français se sont rendus en Corse, soit 72,5 % du nombre total de touristes.
Le tourisme employait en 2005, 14 700 travailleurs en Corse (18 % des postes salariés du secteur privé). La restauration est le second employeur lié au tourisme après l'hôtellerie et plus de la moitié (58 %) des emplois du secteur sont générés par l'afflux de vacanciers.

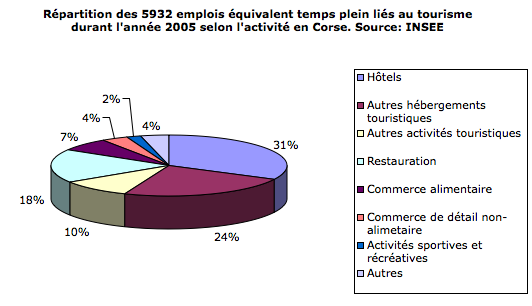
Les emplois touristiques en Corses selon le secteur (2005)

Certaines régions corses dépendent du tourisme plus que d'autres,. En particulier, dans le Vicolais (Vico, Cargèse, Piana) où les 1000 emplois liés au tourisme représentent plus de 70 % de l'emploi salarié du secteur privé.
23,6 % des touristes qui visitent la Corse sont en Balagne contre 19,3 % pour le Sud en 2009.
L'activité touristique en Corse, principalement tournée vers les activités balnéaires (80 % des hôtels et restaurants se trouvent le long du littoral), est dite « hyper saisonnière ». Les hôtels réalisent 93 % de leurs nuitées entre avril et octobre et le flux de passagers est multiplié par huit aux ports et aux aéroports entre janvier et août.
Principales activités touristiques:
- La nature, les réserves naturelles (plongée, randonnée).
- Les loisirs (bateaux, visites).

### La Corse victime de la «maladie hollandaise»?
Le terme de maladie hollandaise décrit les effets de la mauvaise gestion d'une manne soudainement fournie par un secteur de l'économie dont le fonctionnement s'apparente à une forme de rente. Traditionnellement, l'expression s'applique pour les pays bénéficiant de ressources naturelles importantes (mines, pétrole ou gaz), mais elle peut aussi servir de cadre de réflexion dans le cas d'une économie tournée vers le tourisme.
Les symptômes de cette maladie hollandaise sont :
- un déséquilibre intersectoriel entre un secteur en expansion (ici le tourisme) et les difficultés des secteurs traditionnels (agriculture, industrie). Cela entraîne une migration des emplois des secteurs en crise vers celui en expansion ;
- développement des services non-commerciaux (non susceptibles d'être exportés et dont le prix est fixé localement, par exemple les coiffeurs) en jonction avec l'amélioration du niveau de vie des travailleurs liés au secteur en expansion ;
- la vulnérabilité de l'ensemble de l'économie aux chocs extérieurs due à sa dépendance par rapport à un seul secteur ;
- la faible importance de la recherche et du développement car le secteur en expansion en requiert peu. Corrélativement, le besoin en travailleurs qualifiés est limité ;
- un impact environnemental fort[11].

Ces conditions sont réunies à des degrés divers en Corse. En 2002, le coefficient de spécialisation de l'île (qui mesure la similitude entre une économie et une autre, en l'occurrence celle de la France) était non seulement le plus élevé des régions françaises (0,207 contre 0,191 pour les DOM, 0,104 pour le Languedoc-Roussillon et 0,068 pour PACA), mais encore le plus élevé du bassin méditerranéen (0,205 pour les Baléares, 0,202 pour la Sicile, 0,125 pour la Sardaigne, 0.111 pour la Ligurie, 0,091 pour la Catalogne, 0,049 pour Valence et 0,048 pour la Toscane). Le déséquilibre intersectoriel en Corse est particulièrement marqué et résulte bien entendu de la place du tourisme dans l'économie régionale.
La croissance du secteur de la construction en Corse est un bon exemple du développement des services non-commerciaux. La crise de 1993-1997, générée par la dévaluation de la lire qui avait chassé les touristes italiens de l'île et fait régresser le PIB régional de 77 à 71 % de la moyenne nationale, illustre bien la vulnérabilité de l'économie corse aux chocs extérieurs. La faiblesse de la recherche sur l'île est mise en lumière par le dépôt en 2002 d'une moyenne de 3,8 brevets par millions d'habitants devant l'Office européen des brevets contre 144 brevets par millions d'habitants au niveau national. L'impact environnemental, quant à lui, bien que non négligeable est significativement plus réduit que dans de nombreuses régions méditerranéennes.
On peut donc affirmer que la Corse souffre de nombreux symptômes de la maladie hollandaise.

## L'agriculture
|                           | Corse-du-Sud | Haute-Corse | Corse   |
| ------------------------- | ------------ | ----------- | ------- |
| Cultures fruitières       | 1117         | 7047        | 8164    |
| Vignes                    | 927          | 6483        | 7410    |
| Pâtures                   | 88 000       | 194 500     | 282 500 |
| Céréales                  | 20           | 1655        | 1675    |
| Pomme de terre-Légumes    | 125          | 395         | 520     |
| Fourrages annuels         | 340          | 650         | 990     |
| Prairies artificielles    | 880          | 6000        | 6880    |
| Jachères                  | 130          | 520         | 650     |
| Autres                    | 172          | 629         | 801     |
| Surface agricole utilisée | 91 651       | 218 359     | 310 010 |

La part de l'agriculture dans l'économie se situe bien en dessous de la plupart des régions françaises. L'agriculture ne représentait en 2003 que 2,3 % du PIB corse, contre 3,5 % pour les régions de France métropolitaine moins l'Île-de-France. La part de l'agriculture dans le PIB est en diminution rapide : -12,5 % en 2003. Seule 36 % de la surface de l'île est exploité par les agriculteurs, contre 54 % en moyenne nationale.
Les monocultures intensives viticole et fruitière sont concentrées dans la plaine d'Aléria (Est) alors que le reste de l'île est destiné à une agriculture de montagne extensive dont les principales productions sont la viande, les produits laitiers, l'olive transformée et la châtaigne. Récemment, les surfaces boisées ont eu tendance à s'étendre.

### Les exploitations
|  |
|  |
|  |
|  |
|  |

La population agricole est en diminution. En 2000, l'âge moyen des chefs d'exploitation était de 50 ans. L'INSEE propose trois raison pour expliquer le peu d'engouement des jeunes Corses pour l'agriculture :
- Les problèmes fonciers liés à l'indivision
- L'endettement excessif de certaines exploitations
- Les difficultés de certaines filières traditionnelles (notamment dans l'Est pour les productions légumières, viticoles et arboricoles)

Certains agriculteurs corses font face à cette situation en se diversifiant. Certains (surtout les éleveurs d'ovins) sont contraints à la pluriactivité. Ils sont 24 % en Corse-du-Sud et 17 % en Haute-Corse. En revanche, l'agrotourisme ne concerne que 4 % des exploitations.
Depuis 1988, près du tiers des fermes de l'île ont disparu, leur nombre est passé de 1017 à 664 en 2000. Comme la surface cultivée reste globalement inchangée, il en découle une consolidation et une concentration des exploitations. Ainsi, le nombre de celles de moins de 10 hectares a diminué de 48 % entre 1988 et 2000 alors que le nombre de celles de plus de 50 hectares a augmenté de 61 %. En effet, une rationalisation des activités agricoles centrée sur l'amélioration de la qualité a élevé le seuil de rentabilité des unités de production. Autre évolution notable : le métayage et l'exploitation directe par le propriétaire de la terre sont en recul notable au profit de la location (fermage).
|                     | Corse   |
| ------------------- | ------- |
| Lait de chèvre (hl) | 40 400  |
| Lait de brebis (hl) | 95 400  |
| Œufs (milliers)     | 28 707  |
| Miel (kg)           | 150 000 |

### L'élevage
L'élevage est l'activité principale des agriculteurs corses (60 % des exploitations y sont consacrées). En 2003, le cheptel bovin était de 74 000 têtes. Les 41 000 vaches allaitantes de l'île produisaient en 2003 1 100 tonnes de veau l'an. On estime le nombre d'ovins à 152 585 dont 110 000 moutons corses de race locale. et celui des caprins à 46 940. L'élevage extensif des porcins est typique de l'agriculture corse. Près de 90 % des agriculteurs corses transforment leur production porcine. Les problèmes de la filière porcine sont importants (rentabilité de l'exploitation extensive, normes sanitaires) mais les 35 500 carcasses transformées ne comblent pas la forte demande de charcuteries fermières corses.
Les éleveurs corses se sont engagés dans un travail au long cours pour l'obtention de préservations commerciales de leurs appellations agricoles (les appellations brocciu et miel de Corse ayant été enregistrées AOC en 1998 et charcuterie en 2006). Le lait de brebis corse dont le cheptel est en augmentation continue depuis les années 2000 est une composante incontournable des cahiers des charges des appellations d'origine protégée des fromages fermiers corses.

### Cultures végétales
Les agriculteurs des plaines corses se sont spécialisés dans la production d'agrumes et principalement de clémentines. La quasi-totalité des clémentines françaises sont produites dans l'île (99 %). Le centre corse de l'Inra est très impliqué dans le développement et la recherche de qualité des agrumes corses. L'appellation clémentine de Corse bénéficie du label IGP indication géographique protégée. La récolte 2021--2022 a dépassé, pour la troisième fois les 37 000 tonnes.
En revanche la production de kiwi est en déclin rapide du fait du manque d'investissements.
La production de châtaignes (en Castagniccia, dans le Taravo et la vallée de la Gravona) et d'olives (dans le sud, la Balagne et le Nebbio) sont en forte progression. L'appellation d'origine huile d'olive de Corse est désormais préservée via une AOC depuis 2004.

#### La viticulture
La production en masse de vins de table a connu un âge d'or avec l'installation sur la côte est des rapatriés d'Algérie qui amenèrent avec eux les pratiques agricoles intensives et la mécanisation. Mais l'effondrement de ce marché dans la décennie suivante entraîna une crise majeure du secteur. Au cours des années 1990, les surfaces cultivées se sont stabilisées autour de 7 000 hectares grâce à une stratégie d'amélioration de la qualité. Environ 17 % des vins corses AOP sont vendus en France continentale et 10 % sont exportés hors de France, pour les vins de pays ces proportions atteignent respectivement 35 % et 30 %.
La viticulture est, en valeur, la première activité agricole corse (29 % du total).
Liste des vins corses AOP (2003): patrimonio, corse Calvi, corse coteaux du Cap Corse, corse, muscat du Cap-Corse, ajaccio, corse Porto-Vecchio, corse Figari, corse Sartène. À ceux-ci il faut ajouter ceux ayant reçu la dénomination Vin de pays : vins de Pays de l'Ile de Beauté et vin de Pays Portes de la Méditerranée.

### Pêche
La pêche en Corse est avant tout une activité artisanale pratiquée par des bateaux de faible tonnage en majorité le long de la côte ouest. Les quelques chalutiers se concentrent à l'Est et exploitent le plateau continental de la mer Tyrrhénienne. Il n'y a pas de criée centralisant les échanges, l'INSEE estime cependant la production autour de 1 000 à 1 500 tonnes par an. La majorité des prises est consommée sur place.
Les pêcheurs corses font face à trois problèmes majeurs :
- La mauvaise conjoncture (prix du poisson au plus bas, inflation du prix des facteurs de production et en particulier du pétrole)
- Les tensions institutionnelles telles que les normes de qualité et environnementales de l'Union européenne et l'attribution des quotas de pêche par l'État en fonction de la puissance du navire (ce qui défavorise les pêcheurs artisanaux)
- Le manque de structures de commercialisation qui ouvrent les portes du marché corse aux importations.

### Lutte pour la survie
Comme beaucoup d'agriculteurs français et européens, les exploitants corses font face à de nombreuses difficultés. Le revenu moyen des agriculteurs de Haute-Corse en 2004 était de 15,860 euros, en déclin de 10 % par rapport à 2002. En sus, les agriculteurs corses souffrent d'une mauvaise image dans l'opinion publique et auprès des administrations (voir les affaires des « bergers incendiaires » et « vaches fictives »). Cet a priori négatif a eu pour conséquence jusqu'en 2006 une fréquence bien plus élevée des contrôles inopinés de la Direction départementale de l'Agriculture en Corse (22 %) que sur le reste du territoire (4 %). Les principaux syndicats défendant les intérêts des agriculteurs corses sont l'Union FNSEA-JA et la Confédération paysanne (Via Campagnola).

## Industrie

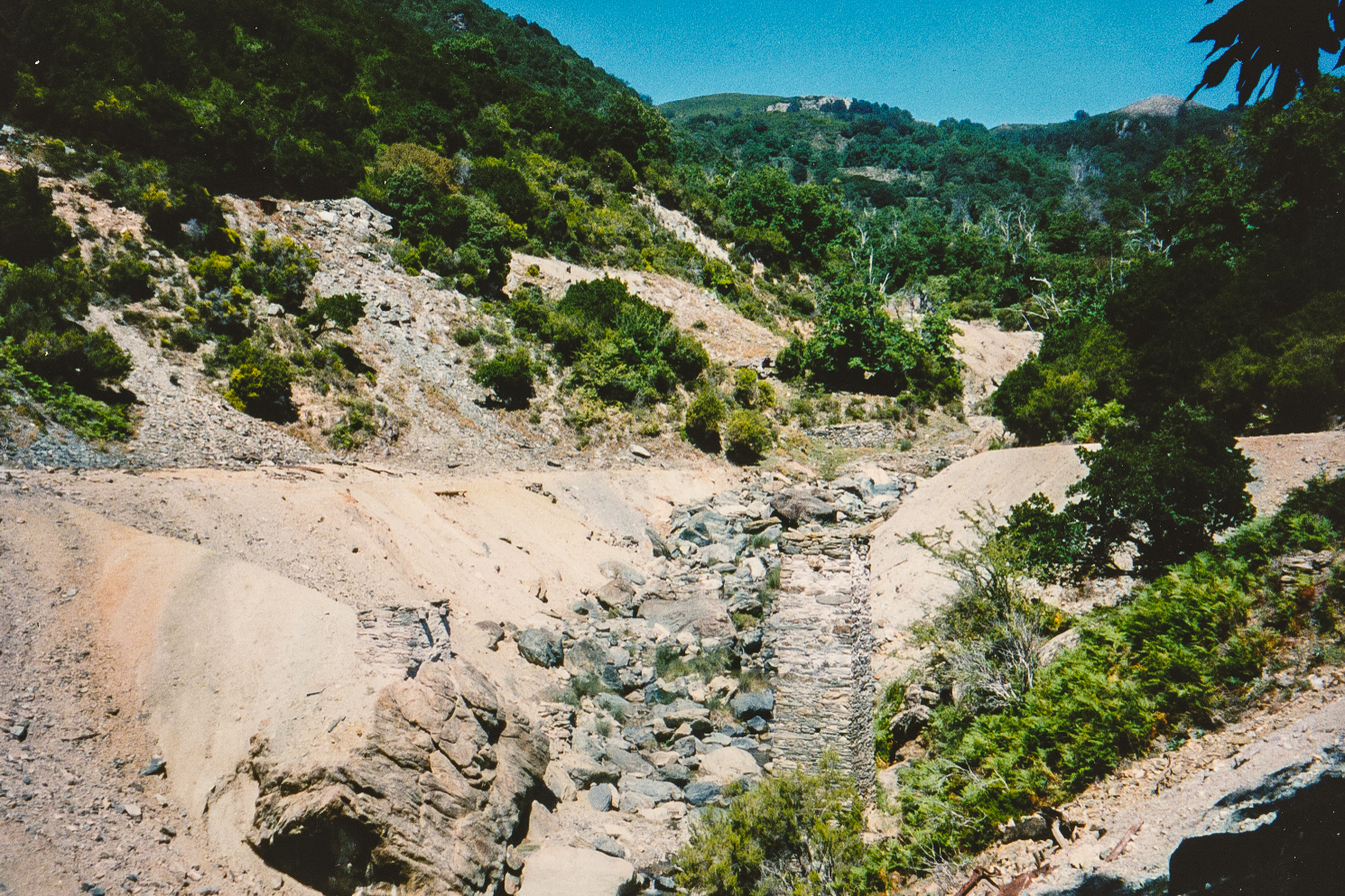
Vestiges de la mine d'arsenic (1901-1945) de Matra en Haute-Corse

La Corse est la région la moins industrialisée de France. Dans le même temps, elle est aussi celle où la construction a le poids le plus important dans le PIB.
L'élan d'industrialisation de l'île commencé au milieu du XIXe siècle a été brisé par la saignée de la Première Guerre mondiale. L'entre-deux-guerres a amorcé le processus qui a donné naissance à l'économie corse contemporaine faite d'emplois publics et d'émigration.
Les richesses naturelles de l'île ont longtemps été exploitées. En particulier, les scieries, les charbonneries et les mines (antimoine, plomb, fer, cuivre, arsenic).

### L'énergie
En 2003, la Corse a consommé 132 500 tonnes équivalent pétrole (tep) d'énergie primaire dont 31 500 tep (soit 21 % des besoins) importé via le câble SACOI reliant la Sardaigne à la péninsule italienne via la Corse. Depuis 2006, un nouveau câble (SARCO) permet de livrer l'électricité produite en Sardaigne directement en Corse.
La consommation de produits pétroliers sur l'île s'établissait en 2003 à 520 300 tep et celle de l'électricité basse tension à 91 400 tep. Cette dernière est répartie entre les usages domestiques et professionnels respectivement à hauteur de 73 et 21 %. En 2003, la consommation par habitant était de 3 900 kWh en hausse forte et régulière depuis 1990 (plus 4 % l'an en moyenne).
|             | Produits pétroliers | Gaz naturel | Électricité | Bois | Total |
| ----------- | ------------------- | ----------- | ----------- | ---- | ----- |
| Industrie   | 1,5                 | 0           | 0,8         | 0    | 2,3   |
| Agriculture | 4                   | 0           | 0           | 0    | 4     |
| Transports  | 255                 | 0           | 0           | 0    | 255   |
| Tertiaire   | 68,7                | 4           | 35,3        | 0    | 108,2 |
| Résidentiel | 32,3                | 17          | 61,7        | 56   | 167,8 |
| Total       | 361                 | 21          | 99          | 56   | 537   |

## Les entreprises
Huit des dix entreprises corses les plus importantes appartiennent au secteur de la grande distribution et du commerce en gros. Les deux autres relèvent du transport aérien. Cela révèle la faiblesse du secteur industriel en Corse, particulièrement dommageable du fait qu'il est, avec les firmes de service aux entreprises, la principale source de financement de la recherche privée.
On pourrait y voir aussi la marque d'un monopole et d'une faible diversification doublement problématique pour l'économie de l'île. Un secteur privé ankylosé laisse à la commande publique le rôle de moteur du développement. Moins de 2,6 % des entreprises corses sont tournées vers l'export dont près du tiers sont des firmes agro-alimentaires lourdement subventionnées.
La Corse est aussi un épouvantail pour les investisseurs. En 2002, c'était la seule région française à ne compter aucun projet étranger d'envergure.
Selon le journaliste Sampiero Sanguinetti, un groupe d'agents économiques d'origine insulaire contrôle une trentaine de supermarchés et commerces de gros, cinquante-huit sociétés immobilières, trente quatre sociétés de construction, trente et une sociétés de conseil, une dizaine de sociétés de transport routier et la CM Holding, gérante de la société Corsica Linea.

## Une économie en crise

### Une île pauvre et chère
La Corse est la région française où le plus d'habitants vivent sous le seuil de pauvreté. En 2007, 18,8 % de la population étaient considérés comme pauvres. La pauvreté touche particulièrement les jeunes (22 %).
Malgré sa pauvreté relativement aux autres régions françaises, la Corse est l'une de celles où le coût de la vie est le plus élevé. Les prix des produits alimentaires étaient en 2006 supérieurs de 9,7 % par rapport au sud-est de la France (jusqu'à 20 % pour les légumes). Les raisons le plus souvent avancées pour cet écart sont :
- L'insularité qui augmente le prix des transports.
- L'étroitesse du marché corse qui limite les économies d'échelle.
- L'absence de magasins casseurs de prix (hard-discount) sur l'île.

L'économiste du blog « Corse économie » rejette les deux premières hypothèses en relevant que des îles telles que Malte et Chypre, malgré des caractéristiques économiques et démographiques proches de celles de la Corse, ne souffrent pas d'un coût de la vie aussi élevé.
Ajaccio serait, en 2007, la ville française la plus chère. En moyenne, les prix affichés par les supermarchés y sont 15 % plus élevés que la moyenne nationale.

### La saisonnalité de l'emploi
La saisonnalité de l'emploi liée au tourisme est aussi un problème majeur. Près de 20 % des emplois dans les services sont saisonniers. Un emploi lié au tourisme ne représente en moyenne que 40 % du volume horaire annuel d'un temps plein. Ainsi, des 14 800 postes créés dans le secteur du tourisme en 2005, 10 500 étaient saisonniers, cela représente seulement l'équivalent de 6 800 emplois à temps plein. La saisonnalité de l'emploi est d'ailleurs en hausse : 15,5 % en 2007 contre 13 % en 2001. Les emplois saisonniers ne concernent les chômeurs corses que marginalement, attendu qu'un tiers de ces emplois reviennent à des travailleurs continentaux venant travailler en Corse pour quelques mois et qu'un autre tiers est occupé par des étudiants (« job d'été »).

## Vers une embellie?

### Une amélioration visible

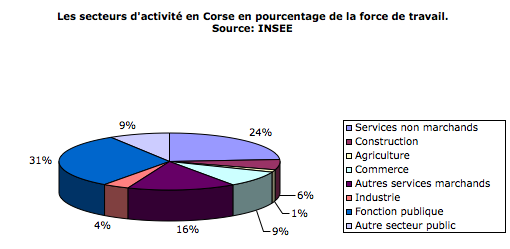
La population active en Corse (2005)

La diminution du taux de chômage et dans une moindre mesure la progression des rémunérations du capital (+1,8 % de 2001 à 2005) ont contribué à l'augmentation du revenu disponible brut (RDB). Dans le même temps, la part des prestations sociales dans le RDB est passée de 40 % en 1995 à 31 % en 2005. Cette embellie est avant tout due à la bonne santé du secteur touristique et au boom de l'immobilier.
Le taux de chômage, après avoir dépassé les 16 % à la fin de 1997, est retombé à 8 % en janvier 2008, proche de la moyenne nationale alors qu'il était plus élevé de 5 % en 1997. Des chiffres clefs restent cependant mauvais et signalent que l'économie de l'île est toujours fragile : en 2007, 39 % des chômeurs corses étaient des chômeurs de longue durée et le chômage touchait environ 40 % des jeunes de l'île (moins de 25 ans). Le taux d'emploi des 15-64 ans, lui aussi est assez faible : 59 % alors que l'Union européenne a fixé 70 % comme objectif pour 2010. Les femmes (52 %) et les personnes de plus de 65 ans (34 %) sont particulièrement concernées.

### Inégalité et faiblesse persistantes
Le salaire moyen est de 16 100 euros, soit 10 % de moins que la moyenne nationale. La Corse rattrape son retard dans ce domaine puisqu'en 2000, le RDB de l'île était de 12 % inférieur à celui de la France. Le revenu médian est lui aussi en progression puisque la différence avec la France est passé à 12 % contre 17,5 % en 2000. Alors que ce revenu médian est le second plus faible du pays, l'inégalité entre les ménages est la plus forte de France (ex-æquo avec l'Île-de-France). Les 10 % des ménages les plus riches ont en moyenne un revenu 7,2 fois plus élevé que celui des 10 % les plus pauvres qui doivent se contenter de 4 100 euros par an en moyenne. Néanmoins, là aussi, la tendance est à l'amélioration puisqu'en 2000, le rapport inter-décile était de 8,5.
Ce fort niveau d'inégalité s'explique par : la saisonnalité des activités économiques, le faible taux d'emploi et le poids sur le marché du travail (50 % de l'emploi salarié privé) des activités peu rémunératrices (services à la personne, tourisme, bâtiment). Le service public (40 % des emplois, 44 % des rémunérations) permet de compenser la faiblesse des revenus du privé.
La Corse se porte mieux qu'il y a dix ou quinze ans, mais est cependant toujours une économie fragile. Trois problèmes apparaissent particulièrement pressants :
- La balance commerciale corse avec le reste du monde est très largement négative (-20 %).
- L'île est très dépendante des aides publiques[29].
- La spécialisation toujours plus poussée dans le tourisme, la rend particulièrement fragile en cas de retournement de conjoncture.

## Bilan et perspective
Si l'on considère le PIB par emploi et non par habitant, la Corse remonte de six places au classement des régions et n'a plus que 4,5 points de retard par rapport à la moyenne nationale au lieu de 11,5 pour le PIB/hab. Mais les chances de faire augmenter la valeur des productions corses sont sérieusement limitées.

### Éducation
Le premier de ces goulets d'étranglement est le manque d'investissement dans la recherche et développement. La Corse ne consacre que 0,24 % de son PIB aux R&D, soit neuf fois moins que la France et même deux fois et demie moins que la Sardaigne voisine.
De même, les efforts en matière de formation sont trop limités pour permettre le passage dans l'« économie de la connaissance ». Seuls 12,4 % de la population insulaire âgée de 25 à 64 ans est titulaire d'un diplôme universitaire. C'est deux fois moins que la moyenne nationale. Dans ce domaine, la Corse dispose d'une certaine avance sur sa voisine sarde, mais la différence est appelée à s'estomper rapidement. En effet, en 2004, plus de 47 % des Sardes âgés de 20 à 24 ans étaient étudiants contre seulement 30 % des jeunes Corses. De même, l'accès à la formation continue est très limité.
Cette situation s'explique en partie par l'émigration vers la France des lycéens et bacheliers corses – émigration souvent pérennisée par l'obtention d'un emploi sur le continent. Dans ces conditions, il y a peu de chances pour que la Corse attire des entreprises à forte valeur ajoutée, modernise son économie et compense le poids du tourisme par le développement de nouvelles activités.

### Investissement
L'INSEE ne met malheureusement à la disposition du public ni les données relatives à l'épargne en Corse, ni celles se rapportant à l'investissement privé dans l'île. Dans ces conditions aucune conclusion ferme ne peut être avancée. Joseph Colombani, syndicaliste, cependant, voit l'épargne corse autour de 10 milliards d'euros. Le journaliste Constant Sbraggia repris par le site du député UMP Camille de Rocca Serra avance une estimation plus basse : 8 milliards.
Joseph Colombani remarque cependant que le taux d'emprunt sur cette épargne est bas (il l'estime à 1 milliard d'euros). Si cette estimation est correcte et si l'investissement extérieur ne vient pas compenser ce manque en totalité (de l'ordre de 49 milliards selon Colombani, mais c'est une estimation haute), alors la Corse se trouve dans un état de sous-investissement chronique.

### Commerce et industrie
En 2025, un projet de loi, prévoit la création d'un établissement public du commerce et de l'industrie de Corse (EPCIC). Placé sous la tutelle de la collectivité de corse, cet établissement territoriale, remplacera la chambre de commerce et d'industrie, placer sous l'autorité de l'état. Il s'agit de permettre à la collectivité de Corse, de contrôler une structure, chargée de faire l'interface avec les acteurs économiques, de la collectivité de Corse.